# بوی‌آباد
بوی‌ْآباد از محله‌های نیشابور (شهر کهن) بوده‌است. نام این محله جزو چهل و هفت محله معروف نیشابور قدیم در کتاب تاریخ  نیشابور (الحاکم)  آمده‌است. فضای این محله به سبب درختان و گل‌های بسیاری که داشته به بوی‌های خوش معطر می‌گشته بدین سبب به بوی آباد مشهور بود. این محله محل زندگی سنباد نیز بوده و پس از واقعه‌ای به گندآباد شناخته شد. همچنین ابومسلم خراسانی در ابتدای ورود به نیشابور در کاروان‌سرای این محله فرود آمده‌است.

## بوی آباد و  گندآباد
در ترجمهٔ فارسی کتاب تاریخ نیشابور نوشته حاکم نیشابوری درباره این محله نوشته شده‌است:
«گویند زمانی که [ابومسلم] سوار بر خری برای یاری خواستن به نیشابور آمده بود در کاروانسرایی به بویاباد فرود آمد و مطمئن و استوار گفت من بزودی خراسان را خواهم گرفت. و جمعی از رندان نیشابور سخنش را به مسخره گرفتند و گوش و دم الاغش را بریدند، او سوگند خورد که بوی آباد را به گنداب (گندآباد) تبدیل کند.
فریدون گرایلی در کتاب نیشابور شهر فیروزه نیز در ادامه این داستان می‌نویسد:
و بعدها همان کرد که گفته بود،... گفته‌اند ابومسلم نوزده ساله بود که از تضاد اندیشی و اختلاف اعراب و فارسیان بهره‌گیری کرد و از اعراب مضری کسی را زنده نگذارد و اگر دست داد و سودمند افتاد در خراسان هر کسی را به تازی سخن گفت بکشت. و ابومسلم نیز گویا همین کار را کرد. چرا که گفته‌اند وی در نهایت بیرحمی و سنگدلی یکصد تا ششتصد هزار نفر را کشت (نهر خونی که هیچگاه نخشکید) و همانطور که گفته بود آتش خشم و تنفر خیزش، بوی آباد را از بوی اجساد انباشته شده، به گندآباد مبدل کرد»
در متن اصلی کتاب تاریخ نیشابور نوشته حاکم نیشابوری (که به عربی بوده‌است) چیزی از این واقعه نوشته نشده‌است. دانشنامه‌های ایرانیکا و بریتانیکا نیز ذکری از حادثه نکرده‌اند. شیوهٔ حاکم نیشابوری در نوشتن اثر مشهورش تاریخ نیشابور فقط ذکر محله‌ها و موقعیت‌ها بوده‌است، البته او جای‌هایی نیز  رویدادها را کاملاً با توضیحات مفصل ذکر کرده‌است، مثلاً در «ذکر بنای نشابور» وی افسانه‌ها و تواریخ را کاملاً بررسی کرده. آن چه از «ذکر محلهٔ بوی‌آباد» حاکم نیشابوری استنباط می‌شود این است که بوی آباد از مهم‌ترین محله‌های نیشابور (شهر کهن) بوده و ابومسلم در مدت اقامتش در نیشابور در کاروانسرای این محله اقامت داشته‌است. حاکم در جای دیگری نیز از ابومسلم سخن به میان آورد. در ذکر ساختن «مسجد جامع نیشابور (شهر کهن)»  بنای این مسجد را به ابومسلم نسبت داده‌است.
مسجد جامع نیشابور را ابومسلم مروزی در سی جریب زمین بنا کرده و هزار ستون برای نگاهداری سقف مسجد تعبیه شده بود و در یک نوبت شصت هزار نفر می‌توانستند در آن مسجد ادای فریضه کنند.
فریدون گرایلی بر این باور بود که «ابومسلم به سوگندش وفا کرد و حضورش در نیشابور  بی تنش نبوده البته تاریخ در این باره اغراق‌هایی می‌گوید.» و  اینکه «ابومسلم  نیشابور را  به عنوان یکی از پایگاه‌های اصلی  برای کاری که آغاز کرده بود انتخاب کرد و مانند هر رهبری مخالفانی داشته‌است.»
یکی دیگر از نویسندگان ایرانی مهدی علائی حسینی در اثرش «ابومسلم از واقعیت تا افسانه» در باره این کشتار می‌نویسد:«در حقیقت یادگارهای ابومسلم در همهٔ نواحی خراسان پراکنده‌است. این یادگارها و یادبودها به خصوص در نیشابور بیشتر از همه جا وجود دارد. در این شهر در  محلهٔ بوی آباد این یادگارها نمایان تر بوده‌است.»